# Armstrong Whitworth F.K.10
Armstrong Whitworth F.K.10 Quad byl britský dvoumístný stíhací čtyřplošník, vyráběný od roku 1916.

## Vývoj
Prototyp letounu F.K.10 vznikl na základě předchozího prototypu F.K.9. Od svého předchůdce se odlišoval prodlouženými křídly, širším trupem a výkonnějším rotačním devítiválcem Clerget 9B o 96 kW. Upraveny byly i ocasní plochy, které dostaly plovoucí výškovku bez pevného stabilizátoru. Zesílen byl i podvozek.
První F.K.10 byl dokončen v druhé polovině prosince 1916, v březnu následujícího roku byl úředně testován v Martlesham Heath. Naměřené nižší letové výkony, než slibovala firma Armstrong Whitworth, byly zjištěny i u druhého vyrobeného kusu, který mezitím vzlétl. Zadaná licenční výroba ze začátku roku 1917 na 50 kusů F.K.10 u společnosti Angus Sanderson & Co. byla ještě v březnu zrušena.
Přesný počet vyrobených letounů není znám. Královský letecký sbor objednal u Armstrong Whitworthu dva stroje sériových čísel A5212 a A5213. Dalších pět bylo nakonec objednáno u Anguse Sandersona pod čísly B3996 až B4000, není však opět znám přesný počet vyrobených Quadů. Další tři F.K.10 (N511, N512 a N514) byly postaveny pro Royal Naval Air Service, z čehož první dva u Phoenix Dynamo Manufacturing Co. a třetí Armstrong Whitworthem.
Nejméně jeden letoun z produkce Armstrong Whitworth obdržel rotační devítiválec Le Rhône 9J o výkonu 81 kW. F.K.10 RNAS se od exemplářů RFC odlišovaly vykrojeným podkovovitým krytem motoru místo plně válcového. Výzbroj Quadů tvořil jeden synchronizovaný kulomet Vickers ráže 7,7 mm na trupu před pilotem a jeden pohyblivý kulomet Lewis stejné ráže, který obsluhoval letecký pozorovatel.

## Služba
Ze strojů určených pro RNAS se N511 podrobil úředním zkouškám v Boroughbridge dne 26. dubna 1917, následně pak létal spolu s N514 na letišti v Manstonu. Dne 21. srpna byly jako nespolehlivé oba odepsány.
Stroje RFC zvané Quad, létaly na základně v Gosportu a v Ústřední letecké škole v Upavonu. Již v červenci 1917 byly přeřazeny jako pozemní letecké cíle.

## Hlavní technické údaje

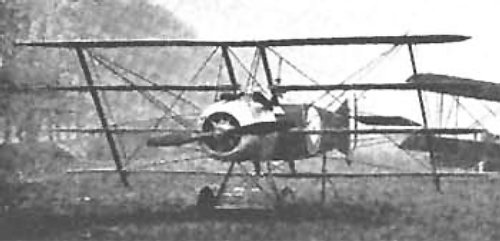
F.K.10

Údaje platí pro F.K.10 s pohonnou jednotkou Clerget 9B
- Rozpětí: 8,61 m
- Délka: 7,77 m
- Výška: 3,50 m
- Nosná plocha: 33,54 m²
- Hmotnost prázdného letounu: 561 kg
- Vzletová hmotnost: 916 kg
- Maximální rychlost u země: 169 km/h
- Cestovní rychlost: 114 km/h
- Počáteční stoupavost: 2,1 m/s
- Výstup do 1980 m: 15,8 min
- Výstup do 3050 m: 37,2 min
- Dostup: 3050 m
- Vytrvalost: 2,5 h